# Erna Sondheim
Anna Maria Ernestine "Erna" Sondheim  (ur. 17 lutego 1904 w Gauting, zm. 9 stycznia 2008 w Bad Reichenhall) – niemiecka florecistka, brązowa medalistka mistrzostw świata.
Podczas mistrzostw świata w Kopenhadze w 1932 roku (oficjalnie zawody tego cyklu rozgrywane są pod tą nazwą dopiero od 1937) Niemki w składzie: Roething Lindinger, Tilly Merz, Erna Sondheim i Rotraud von Wachter wywalczyły brązowy medal we florecie drużynowym.
Na igrzyskach olimpijskich w Amsterdamie w 1928 roku zajęła czwarte miejsce w turnieju floretu indywidualnego. W rundzie finałowej wygrała trzy z siedmiu pojedynków. Był to jej jedyny start olimpijski.
Zmarła w wieku blisko 104 lat. W chwili śmierci była najdłużej żyjącą niemiecką olimpijką.